# ROKS Goseong
Le ROKS Goseong (MSH-577) est un dragueur de mines de lutte anti-sous-marine de la marine de la république de Corée (ROKN), le troisième et dernier navire du lot 2 de la classe Yangyang, ainsi que le sixième et dernier navire de sa classe,.

## Conception
Le ROKS Goseong mesure 60 mètres de long, 10,5 mètres de large, et pèse 700 tonnes. Il est équipé d’une mitrailleuse polyvalente, d’un canon principal de 20 mm et d’un véhicule de déminage (MDV). Il utilise deux propulseurs Voith Schneider comme propulsion, pour contrôler le navire plus précisément. Pour effectuer des activités de dragage de mines, il est équipé d’un dispositif de dragage de mines mécanique/inductif et de sonars. L’équipage compte environ 50 membres.
Pour protéger le navire des mines magnétiques, la coque du navire est faite de plastique renforcé de fibre de verre, qui n’a pas d’attraction magnétique, et dure plus longtemps que les matériaux couramment utilisés. L’équipement métallique est également minimisé, pour contrôler étroitement le matériau magnétique à l’intérieur du navire. Les objets en acier qui sont introduits dans le navire, comme les boîtes de conserve, sont fortement restreints et strictement contrôlés.
Un système intégré de navigation et de positionnement dynamique Kongsberg Simrad est installé pour faciliter les manœuvres précises pendant les opérations de chasse aux mines et d’étude d’itinéraire. Le système de machines comprend deux moteurs diesel MTU de 2000 ch entraînant deux hélices cycloïdales verticales indépendantes Voith-Schneider à travers une boîte de vitesses et un arbre commun. Il peut atteindre une vitesse d’environ 15 nœuds. Bien que le nouveau lot de MSH utilise la même coque que les navires précédents, ils sont équipés de capteurs et d’équipements mis à jour qui reflètent les tendances actuelles.

## Carrière
Plus de 15 ans après la mise en service du dernier navire de la classe, un deuxième lot a été commandé par la marine en novembre 2010 pour renforcer sa capacité de guerre des mines. Construit dans le cadre du programme Mine Sweeper Hunter (MSH) phase II, ce nouveau lot comporte quelques améliorations,. Le ROKS Goseong (MSH-577) est le dernier des trois navires supplémentaires de ce nouveau lot et le sixième et dernier dragueur de mines de classe Yangyang. Les six dragueurs de mines de la classe ont tous été construits par Kangnam Corporation à Busan. Les noms de ces dragueurs de mines sont tirés des noms des comtés et des villes adjacents à une base navale. Goseong est le nom d’une ville côtière du district de Goseong dans la province du Gyeongsang du Sud, en Corée du Sud.
Le ROKS Goseong (numéro de fanion MSH-577) a été lancé le 15 mars 2021 par le constructeur naval sud-coréen Kangnam Corporation. Le navire est entré dans l’eau lors d’une cérémonie qui s’est tenue dans les installations de la société à Busan. Le ROKS Goseong devrait entrer en service en 2022 et être basé à la base navale de Jinhae,.